# 1845 na ciência

## Nascimentos
| Data       | Nome         | Profissão  | Nacionalidade | Observações | Ref |
| ---------- | ------------ | ---------- | ------------- | ----------- | --- |
| 3 de março | Georg Cantor | matemático | Império Russo | m. 1918     |     |

## Mortes
| Data           | Nome                  | Profissão | Nacionalidade         | Observações | Ref |
| -------------- | --------------------- | --------- | --------------------- | ----------- | --- |
| 13 de março    | John Frederic Daniell | químico   | Reino da Grã-Bretanha | n. 1790     |     |
| 30 de novembro | Nils Gabriel Sefström | químico   | Suécia                | n. 1787     |     |

## Prémios
Medalha Copley
- Theodor Schwann[1]

Medalha Real
- George Biddell Airy[2] e Thomas Snow Beck[2]

Medalha Wollaston
- John Phillips (geólogo)[3]